# Quảng Hợp, Quảng Xương
Quảng Hợp là một xã thuộc huyện Quảng Xương, tỉnh Thanh Hóa, Việt Nam.

## Địa giới hành chính
Xã Quảng Hợp nằm ở phía tây của huyện Quảng Xương.
- Phía đông giáp các xã Quảng Ninh và Quảng Bình, huyện Quảng Xương.
- Phía nam giáp xã Quảng Ngọc, huyện Quảng Xương.
- Phía tây giáp xã Quảng Văn, huyện Quảng Xương.
- Phía bắc giáp các xã Quảng Hòa và thị trấn Tân Phong, huyện Quảng Xương.

## Lịch sử hành chính
Vùng đất thuộc xã Quảng Hợp ngày nay, vào đầu thế kỉ 19 thuộc tổng Văn Trinh, huyện Ngọc Sơn, phủ Tĩnh Gia, nội trấn Thanh Hóa. Cuối thế kỉ 19 (sau đời vua Đồng Khánh), tổng Văn Trinh chuyển về huyện Quảng Xương cùng phủ Tĩnh Gia.
Sau năm 1945, thuộc xã Trần Quốc Toản. Năm 1948, xã Chiêu Văn sáp nhập với xã Trần Quốc Toản thành xã Quảng Hòa.
Năm 1954, tách một phần lãnh thổ xã Quảng Hòa để thành lập xã Quảng Hợp, tên gọi Quảng Hợp xuất hiện từ đây, Xã Quảng Hợp lúc này có 10 làng là Hợp Lực, Hợp Én, Hợp Giang, Hợp Phương, Đồng Cơ, Tân Danh, Hợp Linh, Hợp Hưng, Hợp Gia, Hợp Bình. Tháng  03/2019 do dân số 2 thôn Hợp Linh và Hợp Hưng ít nên sát nhập 2 thôn lại và được gọi với tên mới là Thôn Linh Hưng..
Xã Quảng Hợp hiện gồm các làng:
- Làng Quần Lực: tên nôm là làng Cồn, đầu thế kỉ 19 là thôn Quần Ngọc thuộc xã Văn Trinh, tổng Văn Trinh, năm 1948 chia thành các xóm Nhân, Trung và Bắc.
- Làng Yến Quế: tên nôm là làng Én, đầu thế kỉ 19 là thôn Yến thuộc xã Văn Trinh. Trước năm 1945 là Yến Quế, năm 1948 chia thành các xóm Anh, Yến và Thanh.
- Làng Cảm Giang: ban đầu là trại Pheo, đầu thế kỉ 19 là thôn Cảm Giang thuộc xã Văn Trinh, tên nôm là làng Thiệp. Năm 1948 chia thành các xóm Giang và Dinh, từ năm 1954 lấy lại tên Cảm Giang.
- Làng Quần Lực: tên nôm là làng Cồn, đầu thế kỉ 19 là thôn Quần Ngọc thuộc xã Văn Trinh, tổng Văn Trinh, năm 1948 chia thành các xóm Nhân, Trung và Bắc.
- Làng Bích Khê: đầu thế kỉ 19 là thôn Cửa Ngoài thuộc xã Văn Trinh, năm 1948 chia thành các xóm Bình, Minh và Tân.
- Làng Phương Trì: được lập từ thời Đồng Khánh (1885-1888) với tên là trại Ao, tên nôm là làng Ao, sau đó đổi là thôn Phương Địa, năm 1948 chia thành các xóm Oanh và Phương.
- Làng Linh Lộ: tên nôm là làng Lăng, đầu thế kỉ 19 là thôn Linh Lộ thuộc xã Văn Khuê, năm 1948 chia thành các xóm Linh và Trang.
- Làng Trinh Miếu: tên nôm là làng Mễu, đầu thế kỉ 19 là thôn Miếu thuộc xã Văn Trinh, sau đổi thành Trinh Miếu. Năm 1948 chia thành các xóm Hưng và Thịnh.
- Làng Gia Hà: tên nôm là làng Lần.

## Kinh Tế - Chính Trị
Năm 2011 xã Quảng Hợp được UBND tỉnh Thanh Hóa chọn là một trong 11 xã điểm của tỉnh Thanh hóa về xây dựng NTM